# Peter Lines
Peter Lines, född 11 december 1969 i Leeds, engelsk snookerspelare.
Lines blev professionell 1991, men nådde höjdpunkterna i sin karriär i slutet av 90-talet, då han kvalificerade sig för VM 1998 (där det blev förlust mot John Parrott), och gick till kvartsfinal i China International 1999 efter att ha slagit bland andra regerande mästaren John Higgins och Peter Ebdon.
Lines ramlade ur proffstouren i mitten av 00-talet, men återkvalificerade sig inför säsongen 2008/09. Han hade en stabil första säsong, där han vann sin första match i alla kvalturneringar han deltog i. Säsongen därpå skulle det dock bli ännu bättre: Han gick åter till kvartsfinal i en rankingturnering, tio år efter sin förra kvartsfinal. Det var i UK Championship 2009 som han lyckades med denna bedrift, efter att ha slagit topp-16-spelarna Marco Fu och Mark Williams.
Peter Lines son Oliver Lines är också professionell snookerspelare.
- Wikimedia Commons har media som rör Peter Lines.